# Castilhonés
Castilhonés (en francès Castillonnès) és un municipi francès situat al departament d'Òlt i Garona i a la regió de la Nova Aquitània.

## Demografia
| 1962                                       | 1968  | 1975  | 1982  | 1990  | 1999  | 2007  |
| ------------------------------------------ | ----- | ----- | ----- | ----- | ----- | ----- |
| 1.292                                      | 1.408 | 1.353 | 1.382 | 1.424 | 1.325 | 1.471 |
| Des de 1962: població sense dobles comptes |       |       |       |       |       |       |

## Administració
| Període   | Identitat      | Partit |
| --------- | -------------- | ------ |
| 1983-2008 | Jacques Yvinec | UMP    |
| 2008-     | Pierre Sicaud  |        |